# BFO
BFO (Beat Frequency Oscillator、うなり発振器) は、受信機においてCW信号やSSB信号を復調する際に用いられる電子回路である。
中波や短波のラジオ放送では振幅変調が用いられており、簡単な検波器（最も簡単なものは1本のダイオード）で音声信号を取り出すことができる。
しかし、業務無線やアマチュア無線の通信には、SSB（Single Sideband、抑圧搬送波単側波帯）が用いられる。
この場合、搬送波が抑圧されているため、通常の検波器が使えない。
また、CW（Continuous Wave、無変調連続波、振幅変調による電信）では搬送波そのものが断続するためやはり復調できない。
そこで、搬送波に相当する電気信号を受信機の中で作る回路が必要となる。
この回路がBFOであり、受信信号と混合して復調する。
これをプロダクト検波という。
CWの場合は搬送波と700-800Hzの差がある周波数を用いて、可聴音に変換する。
無線機だけではなく、かつてのBCLラジオを初めとする高性能ラジオにもこの回路を装備したものがあり、アマチュア無線等を聴取するのに用いられる。